# Hypothèse de Tiebout
Le modèle de Tiebout, aussi appelé ordonnancement de Tiebout, migration de Tiebout, ou hypothèse de Tiebout, est un modèle de théorie politique positive décrit en premier lieu par l'économiste Charles Tiebout dans son article « Une théorie pure des dépenses locales » (1956). L'essence de ce modèle est qu'il y a en pratique une solution non-politique au problème des passagers clandestins (ou resquilleurs) dans la gouvernance locale.

## Vue générale
Tiebout a d'abord proposé le modèle de manière informelle, comme étudiant de second cycle à un séminaire avec Richard Musgrave, qui faisait valoir que le problème des resquilleurs requérait nécessairement une solution politique. Plus tard, après l'obtention de son doctorat, Tiebout décrit complètement son hypothèse dans un article fondateur publié en 1956 par le Journal of Political Economy.
Tiebout estime que les gouvernements locaux ont une connaissance plus précise et détaillée des besoins de la population locale, les mettant ainsi plus aisément en mesure de taxer les résidents avec précision pour les produits et services fournis à la population locale. Il décrit ensuite les municipalités dans une région comme offrant divers paniers de biens (services publics) à une variété de prix (taux d'imposition). Étant donné que les individus ont des évaluations personnelles différentes sur ces services et une capacité différente à payer les taxes correspondantes, les individus vont se déplacer d'une communauté locale à une autre qui maximise leur utilité personnelle. Le modèle indique qu'à travers le processus de choix des individus, les administrations et les résidents parviendront à déterminer un équilibre de fourniture de biens publics locaux en accord avec les préférences des résidents, opérant ainsi un ordonnancement de la population en des communautés d'optimum. Le modèle a l'avantage de résoudre deux problèmes majeurs de la fourniture administrative de biens publics : la révélation des préférences et l'agrégation de ces préférences.
Le papier de Tiebout fait valoir que les municipalités ont deux possibilités pour tenter de gagner des habitants. Une voie est pour les municipalités d'agir comme un cartel, en appliquant un taux d'imposition unique aux différentes communautés. Dans son papier, Tiebout prétend que ceci diminuerait les droits de l'individu de faire entendre sa voix ou de partir (voice and exit, pour reprendre les notions d'Albert Hirschman). L'autre option est pour les municipalités de se livrer à une concurrence fiscale. Tiebout affirme que le résultat final des deux options est le même, puisque les taux d'imposition des différentes municipalités convergeraient autour d'un taux moyen. La concurrence fiscale pour Tiebout était une partie intégrante du processus de marché entre le gouvernement et ses citoyens.

## Hypothèses
Le modèle de Tiebout repose sur un ensemble d'hypothèses de base. Les hypothèses premières sont que les consommateurs sont libres de choisir leurs communautés, profitant d'une mobilité parfaite et d'une information parfaite. Cela signifie essentiellement qu'ils peuvent se déplacer d'une communauté à une autre sans frais, et qu'ils savent tout ce qu'ils doivent savoir sur les services fournis par les gouvernements locaux et sur les taux d'imposition de tous les gouvernements locaux. Il a été montré que le modèle de Tiebout est le plus fidèle dans les zones suburbaines avec de nombreuses communautés indépendantes différentes. La mobilité entre les communautés dans ces zones tend à avoir les coûts les plus bas, et l'ensemble des choix possibles est très diversifié. Dans les zones sujettes aux inondations rurales, l'ordonnancement de Tiebout explique pourquoi les résidents les plus riches vivent dans des communautés protégées par les digues de la rivière, tandis que les résidents les plus pauvres ont tendance à vivre sans ces protections coûteuses et rarement utilisées.
Les hypothèses exactes que Tiebout faisait dans sa première présentation du modèle étaient les suivantes :
1. Des consommateurs mobiles, qui sont libres de choisir où ils vivent. Il n'y a pas de coûts associés au déménagement.
2. Une information complète.
3. Beaucoup de communautés parmi lesquelles choisir.
4. La mobilité pendulaire quotidienne n'est pas un problème.
5. Les coûts / avantages des biens publics ne débordent pas d'une communauté à l'autre.
6. Une taille optimale de la ville existe : économies d'échelle.
7. Les communautés essaient d'atteindre une « taille optimale ».
8. Les communautés sont rationnelles et essaient d'éloigner les « mauvais » consommateurs publics.